# Cycloramphus migueli
Espèce
Statut de conservation UICN

 DD  : Données insuffisantes
Cycloramphus migueli est une espèce d'amphibiens de la famille des Cycloramphidae.

## Répartition
Cette espèce est endémique de l'État de Bahia au Brésil. Elle se rencontre à São José da Vitória, à Amargosa et à Uruçuca jusqu'à 180 m d'altitude. 

## Description
Le mâle holotype mesure 42,1 mm.

## Étymologie
Cette espèce est nommée en l'honneur de Miguel Trefaut Rodrigues.

## Publication originale
- Heyer, 1988 : A notable collection of Cycloramphus (Amphibia: Leptodactylidae) from Bahia, Brazil, with a description of a new species (Cycloramphus migueli). Proceedings of the Biological Society of Washington, vol. 101, no 1, p. 151-154 (texte intégral).